# Auberon Herbert (baron)
Auberon Thomas Herbert, 9. baron Lucas i 5. lord Dingwall (ur. 25 maja 1876, zm. 3 listopada 1916) – brytyjski arystokrata i polityk, członek Partii Liberalnej, minister w pierwszym rządzie Herberta Henry’ego Asquitha.
Był drugim synem Auberona Herberta (młodszego syna 3. hrabiego Carnarvon) i lady Florence Cowper, córki 6. hrabiego Cowper. Wykształcenie odebrał w Bedford Grammar School oraz Balliol College na Uniwersytecie Oksfordzkim.
Był kapitanem Hampshire Yeomanry. Brał udział w II wojnie burskiej jako korespondent wojenny. Został ranny podczas walk. Następnie służył w Royal Flying Corps. Jego starszy brat Ralph zmarł w 1882 r., matka zmarła w 1886 r., więc Auberon, jako najbliższy krewny, odziedziczył w 1905 r. po śmierci swojego wuja tytuły 9. barona Lucas i 5. lorda Dingwall. Auberon zasiadł wówczas w Izbie Lordów.
W latach 1907–1908 był prywatnym sekretarzem, a w latach 1908–1911 podsekretarzem stanu w Ministerstwie Wojny oraz członkiem Rady Armii. W 1911 r. został na krótko podsekretarzem stanu w Ministerstwie Kolonii, a następnie objął stanowisko parlamentarnego sekretarza przy Radzie Rolnictwa. W 1912 r. został członkiem Tajnej Rady. W latach 1914–1915 był przewodniczącym Rady Rolnictwa.
Lord Lucas brał udział w I wojnie światowej. Został wspomniany w rozkazie dziennym. Zaginął w 1916 r. podczas lotu nad pozycjami niemieckimi na froncie zachodnim. Uznano zo za zmarłego. Wszystkie jego tytuły odziedziczyła jego siostra, Nan.